# Gaston Leprieur
Émile Gaston Leprieur né le 27 décembre 1877 dans le 16e arrondissement de Paris et mort le 8 octobre 1931, est un acteur et un réalisateur français.
Il a tourné en particulier des films de propagande lors de la Première Guerre mondiale pour le compte de Gaumont, puis a travaillé pour Pathé.

## Biographie
En dehors des films auxquels il a participé comme acteur ou comme réalisateur, on ne sait pratiquement rien de la carrière de Gaston Leprieur sinon qu'elle s'interrompt en 1922, année au cours de laquelle il perd sa femme, la comédienne Georgette Moreau, qu'il avait épousé en juin 1899. Après son remariage en août 1923, il semble s'être consacré à la direction de scène des studios de Joinville-le-Pont.
Avant de faire carrière au cinéma, il était acteur de théâtre. De cette période, on sait seulement qu'il a figuré dans le tableau de la troupe du théâtre Municipal d'Oran pour la saison 1910-1911 après avoir fait partie de celle du théâtre de la Porte-Saint-Martin.

## Filmographie

### Comme acteur
- 1912 : Don Quichotte, de Camille de Morlhon : un galérien
- 1917 : Par la vérité, de Maurice de Féraudy et Gaston Leprieur : le juge
- 1918 : Après lui, de Maurice de Féraudy et Gaston Leprieur

### Comme réalisateur
- 1912 : La Suffragette
- 1914 : Le Paradis, comédie en 8 parties
- 1914 : Un enlèvement moderne
- 1915 : Les Vainqueurs de la Marne, drame en 3 parties, scénario de Francis Mair[11],[12]
- 1916 : Pardon glorieux
- 1916 : Dette de sang
- 1916 : Héros de 1916, drame en 3 parties
- 1916 : Cœur de Française, d'après la pièce d'Arthur Bernède et Aristide Bruant[13]
- 1917 : L'Arriviste, d'après le roman de Félicien Champsaur[14]
- 1917 : Par la vérité, co-réalisé avec Maurice de Féraudy d'après le roman d'Ernest Daudet
- 1917 : Le Balcon de la mort[15]
- 1917 : Le Porteur aux Halles, d'après la pièce d'Alexandre Fontanes
- 1917 : La Petite mobilisée, d'après le roman de Marcel Priollet[16]
- 1917 : Chanson des mères, chanson filmée interprétée par M. Delril
- 1918 : Après lui, co-réalisé avec Maurice de Féraudy
- 1918 : Le Chemineau (chanson filmée)
- 1918 : Poupée d'Alsace (chanson filmée)
- 1918 : La Révoltée
- 1918 : La Flamme
- 1919 : Pour l'amour de Winnie, d'après la pièce de Georges de Buysieulx
- 1919 : La Muraille qui pleure
- 1919 : Les Poilus de la République (chanson filmée)[17]
- 1920 : Révoltée[18]
- 1921 : L'Angélus de la Mer, chanson filmée interprétée par Henry Peyre, de l'Opéra
- 1921 : Les Trois Hussards, chanson filmée interprétée par Henry Peyre, de l'Opéra
- 1921 : Le Moineau de Paris, chanson filmée interprétée par Henry Peyre, de l'Opéra
- 1921 : Bou-dou-ba-da-bouh, chanson filmée interprétée par Henry Peyre, de l'Opéra[19]
- 1921 : William Baluchet, roi des détectives, film policier en 5 épisodes, d'après le roman d'André Bencey
- 1921 : L'Affaire du train 24, film policier en 8 épisodes d'après le roman d'André Bencey[20]
- 1922 : Les Aventures de Robinson Crusoë, film en 2 époques co-réalisé avec Mario Gargiulo[21],[22]